# Hartington Hall
Hartington Hall var en civil parish 1866–1955 när det uppgick i Rothley, i grevskapet Northumberland i England. Civil parish var belägen 18 km från Morpeth och hade 34 invånare år 1951.